# Frank Borghi
Frank Borghi (St. Louis, 9 aprile 1925 – St. Louis, 2 febbraio 2015) è stato un calciatore statunitense, di ruolo portiere.

## Carriera
Iniziò la sua carriera di sportivo come giocatore di baseball per poi, dopo pochi anni, dedicarsi al calcio.
Ha giocato principalmente nel campionato statunitense.
Nel 1950 ha partecipato al Campionato mondiale di calcio 1950, durante il quale era il portiere titolare della sua nazionale durante la storica vittoria contro ogni pronostico ai danni dell'Inghilterra.
Tuttavia gli statunitensi non riuscirono a superare la fase a gironi.